# Conseil régional d'Occitanie
Mandature 2021-2028
Conseil régional de Midi-Pyrénées
Conseil régional du Languedoc-Roussillon
Parc des expositions de Montpellier (Assemblées plénières)
Hôtel de région (Commission permanente)
Le conseil régional d'Occitanie est l'assemblée délibérante de la région française d'Occitanie. Le conseil régional est composé de 158 conseillers régionaux élus pour 6 ans et est présidé par la socialiste Carole Delga.
Son siège est basé dans la ville de Toulouse, les assemblées se faisant cependant à Montpellier.

## Historique
Le conseil régional d'Occitanie, créé par la loi relative à la délimitation des régions, aux élections régionales et départementales et modifiant le calendrier électoral du 16 janvier 2015 avec effet au 1er janvier 2016, est issu de la fusion des conseils régionaux de Languedoc-Roussillon et de Midi-Pyrénées, qui comprenaient respectivement 67 et 91 élus (soit 158 conseillers régionaux cumulés).
Selon l’article 2 de la loi du 16 janvier 2015, le chef-lieu définitif de la nouvelle région a été fixé à Toulouse en Conseil d’État.
Auparavant, les organes délibératifs régionaux siégeaient à l’hôtel de Région, au 201, avenue de la Pompignane à Montpellier (pour Languedoc-Roussillon), et à l’hôtel de Région, au 22, boulevard du Maréchal-Juin à Toulouse (pour Midi-Pyrénées).
L’article 5 de cette même loi établit à 158 le nombre de conseillers régionaux ; elle distribue le nombre de candidats par section départementale en vue des élections de décembre 2015 :
- 6 pour l’Ariège ;
- 12 pour l’Aude ;
- 10 pour l’Aveyron ;
- 22 pour le Gard ;
- 38 pour la Haute-Garonne ;
- 7 pour le Gers ;
- 32 pour l’Hérault ;
- 7 pour le Lot ;
- 4 pour la Lozère ;
- 9 pour les Hautes-Pyrénées ;
- 15 pour les Pyrénées-Orientales ;
- 13 pour le Tarn ;
- 9 pour le département de Tarn-et-Garonne.

## Lieu de réunion
L'assemblée inaugurale de la première mandature du conseil régional, le 4 janvier 2016, s'est tenu dans l'ancien Hôtel de région de Midi-Pyrénées, au 22, boulevard du Maréchal-Juin à Toulouse.
« L’assemblée délibérante des élus est mise en place à Montpellier mais le siège de la région, est base à Toulouse, à côté de la préfecture. Il continuera à y avoir deux hôtels de région ».
La veille de son élection, elle déclare à La Dépêche du Midi que : « J'ai décidé que, pour des questions d'équilibre et de respect, les séances plénières auraient toutes lieu à Montpellier. Il n'y en a que 3 ou 4 par an. Comme l'hémicycle de Montpellier ne peut pas accueillir les 158 conseillers, nous tiendrons ces assemblées plénières au Parc des Expositions de Montpellier, qui appartient d'ailleurs à la Région. Quant aux commissions permanentes, qui sont plus régulières mais qui ne rassemblent que 51 conseillers, elles pourront se tenir dans l'hémicycle de l'Hôtel de Région de Montpellier ». Concernant l'ancienne salle de réunion du conseil régional de Midi-Pyrénées à Toulouse, elle affirme vouloir le conserver comme lieu de concertation et pour un certain nombre de manifestations : « C'est un lieu dont on se sert beaucoup pour toutes sortes de réunions, avec les corps consulaires, avec les chambres économiques. Nous avons des travaux à faire sur les schémas d'aménagements économiques ou d'aménagement du territoire où l'on se retrouve avec un grand nombre d'intervenants. On y organise des rencontres, des colloques, des réunions, et une salle qui peut ainsi accueillir plus de cent personnes aura toujours son utilité ».
Donc, de manière temporaire, les assemblées plénières (qui doivent se tenir au moins une fois par trimestre) du conseil régional se réuniront dans les locaux du Parc des expositions de Montpellier, situé sur le territoire de la commune de Pérols et de l'intercommunalité Montpellier Méditerranée Métropole, sur la route de la Foire, dans le département de l'Hérault. La commission permanente et les commissions devraient, pour leur part, tenir leurs réunions, plus régulières (au moins une fois par mois pour la commission permanente), dans l'ancien Hôtel de région du Languedoc-Roussillon. Ce bâtiment, dessiné par l'architecte catalan de renommée internationale Ricardo Bofill, est situé dans la continuité du quartier Antigone sur la rive gauche du Lez, au 110, avenue de la Pompignane à Montpellier. L'ancien Hôtel de région de Midi-Pyrénées, au 22, boulevard du Maréchal-Juin à Toulouse, pour sa part, devrait être conservé pour des fonctions administratives, consulaires et événementielle pour la capitale de région.

## Organisation interne

### La Commission permanente
La Commission permanente est une émanation de l'ensemble du conseil régional. Elle comprend de fait le président et les vice-présidents de la région, mais aussi un ou plusieurs membres élus à la proportionnelle par le conseil régional, chaque groupe politique pouvant présenter une liste. Elle se réunit au moins une fois par mois, peut demander la réunion plénière des conseillers régionaux. Elle peut recevoir du conseil régional la délégation d'une partie de ses fonctions, excepté le vote du budget, l'approbation du compte administratif. Elle remplace le conseil régional entre les réunions plénières.

#### Membres de la Commission permanente
Outre la présidente, cinquante-et-un autres conseillers régionaux forment la Commission permanente (CP), étant élus à la proportionnelle lors de la séance inaugurale par l'ensemble des élus. Tous les groupes politiques sont ainsi représentés.
| Liste   | L'Occitanie en commun | Rassembler l'Occitanie | Du courage pour l'Occitanie |
| ------- | --- | --- | --- |
| Liste   | PS - PCF - PRG - PP - GRS - MRC - OE | RN - LDP - PL - LAF | LR - LC - UDI - LMR |
| Liste   | | | |
| Sièges  | 21 / 52 | 9 / 52 | 6 / 52 |
| Membres | - Philippe Andrieu (PS, Aude) - Christian Assaf (PS, Hérault) - Benjamin Assié (PS-OE, Aude) - Pascale Canal (PS, Ariège) - Stéphane Bérard (PS, Aveyron) - Emmanuelle Gazel (PS, Aveyron) - Philippe Briançon (PS, Haute-Garonne) - Katy Guyot (PS, Gard) - Éliane Jarycki (PS, Pyrénées-Orientales) - Aurélie Maillols (PS, Lozère) - Sébastien Denaja (PS, Hérault) - Françoise Matheron (PS, Hérault) - Vincent Garel (PRG, Tarn) - Pascale Peraldi (PRG, Hautes-Pyrénées) - Pierre Lacaze (PCF, Haute-Garonne) - Olivier Roméro (PP, Haute-Garonne) - Géraldine Rouquette (PCF, Tarn) - David Taupiac (PS, Gers) - Sandrine Soliman (PS, Tarn) - Fabrice Verdier (PS, Gard) - Mélanie Tisné-Versailles (DVG, Haute-Garonne) | - Jean-Paul Garraud (LDP, Haute-Garonne) - Sophie Blanc (RN, Pyrénées-Orientales) - Julien Sanchez (RN, Gard) - Julia Plane (RN, Hérault) - Frédéric Bort (RN, Hérault) - Laurence Gardet (RN, Gard) - Xavier Baudry (RN, Pyrénées-Orientales) - Laure-Emmanuelle Philippe (RN, Aude) - Jean-Luc Yelma (RN, Gers) | - Anne-Claire Solier-Assier (LR, Aveyron) - Stéphan Rossignol (LR, Hérault) - Brigitte Rivière (LR, Lot) - Stéphane Loda (LR, Pyrénées-Orientales) - Marielle Garonzi (UDI, Haute-Garonne) - Aurélien Pradié (LR, Lot) |
| Membres | | | |
| Membres | Membres de droit de la commission : - Le président (L'Occitanie en commun), - Les vice-présidents (L'Occitanie en commun). | Membres de droit de la commission : - Le président (L'Occitanie en commun), - Les vice-présidents (L'Occitanie en commun). | 16 / 52 |
| Membres | | | |
| Membres | Répartition par listes + le président et vices-présidents | | |

### Exécutif
Le nouvel exécutif régional a été élu le dimanche 4 juillet 2021.

#### Présidente
| Identité | Identité     | Étiquette | Circonscription départementale | Autre mandat                             |
| -------- | ------------ | --------- | ------------------------------ | ---------------------------------------- |
|          | Carole Delga | PS        | Haute-Garonne                  | Députée de 2015 à 2017 Ancienne ministre |

#### Vice-présidents
| Ordre | Identité            | Identité | Étiquette | Circonscription départementale | Délégation                                                             | Autre mandat                                                                                 |
| ----- | ------------------- | -------- | --------- | ------------------------------ | ---------------------------------------------------------------------- | -------------------------------------------------------------------------------------------- |
| 1er   | Didier Codorniou    |          | PRG       | Aude                           | Méditerranée                                                           | Maire de Gruissan                                                                            |
| 2e    | Agnès Langevine     |          | DVG       | Pyrénées-Orientales            | Climat, Pacte vert et Habitat durable                                  | Présidente de la commission Transition écologique et énergétique des Régions de France       |
| 3e    | Kamel Chibli        |          | PS        | Ariège                         | Éducation, Orientation, Jeunesse et Sports                             | Président de la commission Éducation des Régions de France                                   |
| 4e    | Claire Fita         |          | PS        | Tarn                           | Culture pour tous, Patrimoine et Langues régionales                    | Conseillère municipale de Graulhet                                                           |
| 5e    | Jean-Luc Gibelin    |          | PCF       | Gard                           | Mobilités pour tous et Infrastructures de transports                   | Conseiller municipal de Salindres, délégué à la vie économique                               |
| 6e    | Nadia Pellefigue    |          | PS        | Haute-Garonne                  | Enseignement supérieur, Recherche, Europe et Relations internationales |                                                                                              |
| 7e    | Florence Brutus     |          | PRG       | Hérault                        | Aménagement, Cohésion des territoires et Ruralité                      |                                                                                              |
| 8e    | Jalil Benabdillah   |          | DVG       | Gard                           | Économie, Emploi, Innovation et Réindustrialisation                    |                                                                                              |
| 9e    | Maria-Alice Pelé    |          | PCF       | Hérault                        | Politique de la ville                                                  | Conseillère municipale de Villeneuve-lès-Maguelone, déléguée à la mobilité et aux transports |
| 10e   | Vincent Labarthe    |          | PS        | Lot                            | Agriculture et Enseignement agricole                                   | Président de la communauté de communes Grand-Figeac                                          |
| 11e   | Muriel Abadie       |          | PS        | Gers                           | Tourisme durable, loisirs et thermalisme                               | Maire de Pujaudran                                                                           |
| 12e   | Vincent Bounes      |          | DVG       | Haute-Garonne                  | Santé                                                                  |                                                                                              |
| 13e   | Jean-Louis Cazaubon |          | DVG       | Hautes-Pyrénées                | Souveraineté alimentaire, viticulture et montagne                      | Maire de Poueyferré                                                                          |
| 14e   | Marie Castro        |          | PRG       | Tarn-et-Garonne                | Formation professionnelle                                              |                                                                                              |
| 15e   | Marie Piqué         |          | PCF       | Lot                            | Solidarités, services publics et vie associative                       |                                                                                              |

## Composition du Conseil régional
|                                            |       |       |      |                                           |                   |
| Présidente du Conseil régional d'Occitanie |       |       |      |                                           |                   |
| Carole Delga (PS)                          |       |       |      |                                           |                   |
| Parti                                      | Sigle | Sigle | Élus | Groupe                                    | Président         |
| Majorité (109 sièges)                      |       |       |      |                                           |                   |
| Parti socialiste                           |       | PS    | 41   | Socialistes et Citoyens d'Occitanie (69)  | Christian Assaf   |
| Divers gauche                              |       | DVG   | 23   | Socialistes et Citoyens d'Occitanie (69)  | Christian Assaf   |
| Gauche républicaine et socialiste          |       | GRS   | 3    | Socialistes et Citoyens d'Occitanie (69)  | Christian Assaf   |
| Place publique                             |       | PP    | 2    | Socialistes et Citoyens d'Occitanie (69)  | Christian Assaf   |
| Parti radical de gauche                    |       | PRG   | 15   | Radicaux de Gauche et Citoyens (18)       | Vincent Garel     |
| Divers gauche                              |       | DVG   | 3    | Radicaux de Gauche et Citoyens (18)       | Vincent Garel     |
| Parti communiste français                  |       | PCF   | 15   | Communistes Républicains et Citoyens (15) | Pierre Lacaze     |
| Divers gauche                              |       | DVG   | 6    | Occitanie - Pays Catalan Écologie (7)     | Benjamin Assié    |
| Parti socialiste                           |       | PS    | 1    | Occitanie - Pays Catalan Écologie (7)     | Benjamin Assié    |
| Opposition (49 sièges)                     |       |       |      |                                           |                   |
| Rassemblement national                     |       | RN    | 22   | Rassemblement national (24)               | Yoann Gillet      |
| La Droite populaire                        |       | LDP   | 2    | Rassemblement national (24)               | Yoann Gillet      |
| Les Républicains                           |       | LR    | 11   | Occitanie courageuse (12)                 | Aurélien Pradié   |
| Union des démocrates et indépendants       |       | UDI   | 1    | Occitanie courageuse (12)                 | Aurélien Pradié   |
| Les Républicains                           |       | LR    | 9    | Nous Occitanie (9)                        | Christophe Rivenq |
| Reconquête                                 |       | REC   | 1    | Non-inscrits (4)                          |                   |
| Sans étiquette                             |       | SE    | 3    | Non-inscrits (4)                          |                   |

## Conseil régional des jeunes
Le Conseil régional des jeunes est une chambre consultative mise en place en mars 2018 par la région Occitanie.
Elle a pour but de consulter et de faire participer les jeunes de 15 à 29 ans sur les politiques régionales.
La chambre peut contenir 158 jeunes maximums qui doivent postuler sur le site de la région et qui seront tirés au sort.